# Pitre de Lisle du Dreneuc
Pour les autres membres de la famille, voir Famille de Lisle.
Pierre-René (dit Pitre) de Lisle du Dreneuc ou de Lisle du Dréneuf, né en 1846 à Nantes, où il est mort en 1924, est un érudit et un archéologue de la Préhistoire, qui a été le premier conservateur du musée Dobrée. Faisant preuve d'une approche scientifique et méthodologique rigoureuse, il contribue par ses activités et ses publications à l'enrichissement et au classement du fonds archéologique départemental issu de plusieurs collections privées reçues en donation.

## Biographie

### Origines familiales et formation
Né le 24 avril 1846 au 6 rue Jean-Jacques Rousseau, Pierre-René, issu d'une famille noble, est le cinquième fils d'un officier, Pierre de Lisle du Dreneuc, qui a notamment participé à la Chouannerie de 1815 sous le général d'Andigné et a démissionné de l'armée en 1830, année du renversement du roi Charles X. 
Sa mère est Renée Arsène Bureau, tante de Léon Bureau. 
On ignore quelle a été sa formation.

### Jeunesse et famille
Comme ses frères Georges et Henri, il envisage de s'engager au service de la papauté, alors aux prises avec le royaume d'Italie, dans les zouaves pontificaux puis y renonce. 
Le 6 juillet 1880, il épouse Marie Françoise Marguerite Adrienne Espitalié de La Peyrade, dont il aura huit enfants nés entre 1881 et 1895. 
L'origine de ses revenus demeure obscure car on ne lui connaît comme propriété que le manoir du Fief à Sautron qu'il conservera jusqu'en 1910.
Il se passionne dès sa jeunesse pour la découverte des monuments mégalithiques lors des parties de chasse qu'il entreprend avec ses frères Arthur et Georges. Pitre de Lisle assimile d'ailleurs volontiers le plaisir du chasseur découvrant un gibier convoité à celui du découvreur d'un mégalithe inconnu. Contrairement à ses contemporains érudits et férus d'archéologie de la seconde moitié du XIXe siècle dont les centres d'intérêt sont très hétéroclites, Pitre de Lisle se spécialise dans l'archéologie de la période préhistorique.
Ses excursions archéologiques sont retranscrites dans des carnets d'excursions où se mêlent descriptions archéologiques, croquis, plans, aquarelles de mégalithes, objets, monuments divers ou paysages mais aussi ses impressions personnelles, la météorologie et de petits faits banals de son quotidien. Le carnet intitulé Notes de voyage de Pitre de Lisle du Dreneuc constitue ainsi un inventaire alphabétique des sites visités entre 1850 et 1893 et servira plus tard pour la rédaction de son Dictionnaire. Avec son frère Georges il explore aussi bien son département, la Loire-Inférieure, que les autres départements bretons.

### Contributions archéologiques
Il rejoint la Société archéologique le 28 octobre 1872, où il est inscrit sous le nom de Pitre de Lisle du Dréneuf, société dont il deviendra secrétaire du comité dès fin 1877 sous la présidence du baron  Olivier de Wismes. En 1878, il y fait part des découvertes effectuées avec son frère Georges dans les stations préhistoriques de l'Étranglard à Saint-Géréon, la Haie-Pallet à Mouzillon, le Rocher et Bégrol à la Haye-Fouassière, Le Clos de Moquechien à Saint-Fiacre-sur-Maine.
Entre 1880 et 1892, il publie de nombreuses contributions sur la Préhistoire et la Protohistoire où il décrit méthodologiquement les stations préhistoriques de Bretagne, les mégalithes découverts. Ses publications comportent des plans des monuments et des coupes des couches archéologiques, une liste des outils recueillis, la nature des matériaux utilisés. Il dresse des typologies du mobilier découvert, notamment pour les haches polies. De 1875 à 1892, avec son frère Georges, il explore ainsi près d'une soixantaine de sites archéologiques. Pour certains mégalithes, désormais détruits, les notes et croquis qu'il en a donnés constituent dorénavant les seuls témoignages de leur existence (tumulus de la Roche à Donges, dolmen de Couronne-Blanche à Petit-Auverné).
Quand il fouille un dolmen, il adopte une méthodologie bien précise : il en retire toutes les constructions ultérieures et pratique une tranchée afin d'en reconnaître la structure, puis il procède à l'ouverture de la chambre et observe les couches du sol avant de les fouiller à la recherche d'objets éventuels. Si cette méthode n'est pas encore stratigraphique, Pitre de Lisle est bien conscient que son intervention est destructrice, dès lors il s'attache à donner des descriptions, plans et dessins les plus précis possible à destination « de nos descendants [qui] en sauront plus long que nous, je l'espère bien ».

### LeDictionnaire archéologique de la Loire-Inférieure
Peu après son entrée à la Société archéologique, il entreprend de publier une vaste compilation des découvertes archéologiques réalisées dans le département de Loire-Inférieure appartenant à la période comprise depuis la Préhistoire jusqu'à la fin de la période romaine. Après une présentation en séance à la Société archéologique, il entame la publication, dès 1880, de ce qui deviendra son Dictionnaire archéologique de la Loire-Inférieure, par les découvertes recensées dans l'arrondissement de Châteaubriant. Cette œuvre majeure se caractérise par son esprit méthodique, une vérification systématique des sources antérieures enrichies d'observations personnelles et complétées des informations recueillies localement auprès de la population. Pitre de Lisle adopte une méthodologie jusque là inusitée qui consiste à dresser une liste alphabétique des communes en indiquant à chaque fois les monuments et découvertes de l'époque, leur localisation géographique et cadastrale précises tout en utilisant une iconographie spécifique par type de monument. Son inventaire intègre aussi les lieux-dits dont la toponymie pourrait indiquer l'existence d'un monument archéologique ancien et des tableaux récapitulatifs des découvertes d'objets.
Son inventaire demeurera inachevé puisqu'il ne parviendra à le publier que pour trois arrondissements du nord de la Loire (Châteaubriant, Saint-Nazaire, Paimboeuf). Cette œuvre, qui sera par la suite imitée à de nombreuses reprises et constitue encore aujourd'hui une source de référence, est pourtant critiquée dès sa parution par Paul du Chatellier et Émile Cartailhac. Celui-ci regrette que l'inventaire ne soit pas plus illustré et surtout Cartailhac conteste la datation donnée par Pitre de Lisle aux monuments mégalithiques qu'il trouve trop tardive.

### Conservateur du Musée Dobrée
La Société archéologique nomme le 26 septembre 1882 Pitre de Lisle conservateur du musée départemental d'Archéologie, pour remplacer Fortuné Parenteau qui vient de décéder. À cette occasion, il reçoit le soutien de Cartailhac. Le préfet charge de Lisle de dresser un inventaire des différentes collections qui sont alors conservées dans la chapelle de l'Oratoire, dont celle de l'anglais Charles Seidler composée d'objets archéologique d'origine française et européenne mais qui comporte aussi un fonds d'ethnographie africaine, américaine et océanienne. De 1884 à 1894, le musée acquiert les collections brésiliennes de l'abbé Auguste Cullerre avec lequel Pitre de Lisle, qui est son ami, entretient une importante correspondance. En 1886, il participe au comité d'organisation du Congrès de la Société française d'Archéologie qui se tient à Nantes, congrès dont le succès lui vaudra d'en recevoir la grande médaille vermeil.
En 1887, Pitre et son frère Georges font don de leurs collections paléolithiques personnelles au musée. Ces collections incluent 289 objets trouvés en Loire-Atlantique (Montbert, la Haye-Fouassière) mais aussi en Dordogne (Les Eyzies, La Madeleine, Tursac) et dans les Côtes-d'Armor (Saint-Hélen). En 1890, il devient vice-président de la Société archéologique et correspondant du Ministère de l'Instruction publique et des Beaux-Arts (sous-commission des monuments mégalithiques).
Sous sa direction, les collections du musée connaissent un très fort accroissement (passant de 1 324 numéros à plus de 5 200), ce qui pose la question de leur rangement et de leur classement. Pitre de Lisle propose d'abandonner la présentation par collection au profit d'une présentation chronologique et thématique. Il obtient aussi de renommer le musée départemental d'Archéologie en Musée archéologique de Nantes et de la Loire-Inférieure afin d'en marquer l'élargissement aux objets provenant de l'extérieur du département. En 1894-0895, il procède à un tri des collections conservées dans la chapelle de l'Oratoire afin d'en diminuer l'encombrement. Ses travaux de classement et sa publication d'un article consacré aux origines de Nantes conduisent la Société archéologique à l'honorer de la première médaille d'or du concours triennal créé en 1892 par le marquis Albert de Dion.
En 1894-1895, lors de la donation de Thomas Dobrée au département, de son manoir et de ses collections, un codicille désigne nommément Pitre de Lisle comme conservateur de ce qui deviendra le musée Thomas Dobrée, poste qu'il occupera jusqu'à sa mort en 1924. Dès 1896, Pitre de Lisle fait transférer les collections archéologiques départementales conservées dans la chapelle de l'Oratoire vers le rez-de-chaussée du manoir des Irlandais où les rejoindront en 1897 les collections Dobrée au 1er étage. Dans le nouveau musée, en hommage aux différents donateurs, les salles portent le nom des collections qu'elles accueillent.
Entre 1901 et 1906, il publie, avec l'aide de plusieurs collaborateurs, plusieurs catalogues des collections du musée Thomas Dobrée.

### Mort et funérailles
Pitre de Lisle meurt le 11 février 1924. Il alors reçoit les éloges de la communauté scientifique. 

## Hommages
La rue Pitre de Lisle du Dreneuc à Nantes a été nommée en son honneur.

## Publications
- Stations paléolithiques et néolithiques de la Loire-Inférieure, 1878.
- Les hasches à tête de la Bretagne et du Bocage : Examen d'un nouveau type de hasches en pierre polie dites hasches à bouton, 1880.
- Caractères particuliers des antiquités primitives de la Bretagne, par M. Pitre de Lisle. 1re partie, 1881.
- Bretagne : fouilles du tumulus de La Roche (Donges, Loire-Inférieure), par Pitre de Lisle... [Première note sur l'ancien archipel de la Basse-Loire, Donges, Besné, Crossac, etc.], 1882.
- La Bretagne primitive, études archéologiques, par M. Pitre de Lisle… Mémoires, 1882.
- Dictionnaire archéologique de la Loire-Inférieure (époques celtique, gauloise et gallo-romaine), par Pitre de Lisle… Arrondissement de Chateaubriant [et arrondissements de Saint-Nazaire et de Paimbœuf] (1882)
- La Bretagne primitive: études archéologiques ... Mémoires (1882) Consultable sur la bibliothèque numérique de l'université Rennes 2
- Les Stations primitives de la Bretagne (1883)
- Les Armes de bronze de la Bretagne (épées, dagues, poignards)... (1883)
- Bretagne : les triangles de menhirs de la Loire-Inférieure (1886)
- Fouilles des dolmens du Grand-Carreau-Vert en Saint-Michel-Chef-Chef (Loire-Inférieure) (1886)
- Bretagne : des Gaulois vénètes de la Grande Brière et du théâtre de la bataille navale de Brutus dans la Cornouailles (1886)
- Dictionnaire archéologique de la Loire-Inférieure (époques celtique, gauloise et gallo-romaine) (1887)
- Nouvelles découvertes d'idoles de l'Amazone (1889)
- La noblesse de Bretagne: notices historiques et généalogiques (avec Régis-Marie-Joseph de L'Estourbeillon de La Garnache, 1891)
- Recherches archéologiques sur les origines de Nantes : Corbilon (1892)
- Notice sur les fouilles du tumulus de La Motte Sainte-Marie (Loire-Inférieure (1893)
- Les Tombeaux des ducs de Bretagne (1894)
- Bretagne : étude sur "Paysages et monuments" de M. Jules Robuchon, par M. de Lisle Du Dréneuc (1896)
- Légendes et chansons du pays d'Auvené, Loire-Inférieure (1897)
- Musée T. Dobrée (1898)
- Musée T. Dobrée. Autographes... [Catalogue par P. de Lisle Du Dréneuc.] (1901)
- Catalogue de Musée Archéologique de Nantes (1903)
- Catalogue de la bibliothèque du Musée Thomas Dobrée ...: sous la direction de M. P. de Lisle du Dreneuc, Conservateur, Volume 1 (1904)
- Catalogue sommaire de la Bibliothèque (1905)
- Catalogue général des collections (1906)
- Les fouetteuses des Couëts: épisode de la révolution à Nantes, 1791 (1910)
- Épée gauloise trouvée au Pont de l'Ouen (Loire-Inférieure), 3e période du Hallstatt, VIIe – VIe siècle av. J.-C. (1914)
- La Péninsule armorique avant l'histoire.